# Minna Fuhlrott
Minna Fuhlrott (geborene Minna Spieker, genannt Mimmi; * 4. April 1898 in Linden; † 2. Dezember 1984 in Hannover) war eine deutsche Bürgerinitiativen-Aktivistin und zählt zu den bedeutenden Frauen in der Geschichte der Stadt Hannover.

## Leben
Minna Fuhlrott engagierte sich bereits in den 1920er Jahren in verschiedenen Frauengruppen und war während der Weimarer Republik Mitglied der Sozialdemokratischen Partei Deutschlands (SPD). Das Wirken der Arbeiterin nach der Machtergreifung durch die Nationalsozialisten von 1933 bis 1945 konnte bisher wissenschaftlich nicht geklärt werden.
In der Nachkriegszeit arbeitete Minna Fuhlrott nach 1945 bei der Hanomag.
Nachdem 1972 der hannoversche Stadtteil Linden-Süd „als eines der ersten Sanierungsgebiete der Bundesrepublik festgelegt“ worden war, gründete die damals über 70-jährige Mimmi Fuhlrott die Unabhängige Bürgerinitiative Linden-Süd. im Umfeld der alternativen Jugendkultur Hannovers der 1970er Jahre. Dabei engagierte sie sich insbesondere gegen eine „Kahlschlag-Sanierung“, wie sie beispielsweise im hannoverschen Stadtteil Linden-Nord an der Limmerstraße vorgenommen wurde, wo an Stelle der ehemaligen Fannystraße mit ihrer historischen Bausubstanz aus kleinen, wenngleich im Lauf der Zeit heruntergekommenen Reihenhäuser dann weiße Hochhäuser mit orangefarbenen Balkonen „disharmonisch ins Stadtbild eingefügt“ wurden. Gegen solche Kahlschläge engagierte sich Fuhlrott maßgeblich für eine behutsame Modernisierung des Stadtteils Linden-Süd und eine Sanierung, die auch überregional „in der Öffentlichkeit große Beachtung“ fand und Gegenstand wissenschaftlicher Untersuchungen zur Sozialforschung wurde, zumal sich dabei zunehmend ein „Konzept in Richtung der erhaltenden Erneuerung ohne Verdrängung“ der angestammten Einwohner des traditionellen Arbeiterstadtteils etablierte.
Die von Fuhlrott gegründete Unabhängige Bürgerinitiative Linden-Süd (UBI) hatte im Vergleich zu anderen Gruppierungen ihrer Zeit nicht nur ihre Zielvorstellungen „besonders ausführlich“ formuliert, sie blieb trotz wechselnder Zusammensetzung die einzige Gruppierung, die – anders als beispielsweise die nur von 1973 bis 1974 in Opposition zur UBI agierende „Aktion Wohnungsnot“ (AKWO) – langfristig und kontinuierlich am Sanierungsgeschehen teilnahm, im Wesentlichen durch Mimmi Fuhlrott. Unterstützung erhielt sie durch den im Auftrag der Stadtverwaltung tätigen Anwaltsplaner und Lehrbeauftragten der Universität Hannover Klaus-Jürgen Holland aus Oldenburg. Mehrjähriger Schriftführer der von Fuhlrott gegründeten Bürgerinitiative war der seinerzeitige wissenschaftliche Assistent Hollands an der Uni Hannover Wolfgang Becker, der im Zuge der Sanierung Projekte unter Überschriften wie „Bürgerbeteiligung?“ und „Gegenplanung mit Betroffenen“ gegen die von der Stadt angedachte Kahlschlagsanierung und Luxusmodernisierung thematisierte. Gegen ein Honorar von 55 DM hatte er die Protokolle des wöchentlich durchgeführten „Dienstagsforums“ regelmäßig beim hannoverschen Bauamt abzuliefern.

## Mimmi-Fuhlrott-Gang
Für ihr Engagement bei der behutsamen Stadtteilsanierung wurde im Jahr 1988 ein Fußweg, der durch den seinerzeit neugestalteten Hinterhof zwischen der Deisterstraße und der Charlottenstraße in Linden-Süd nach der Aktivistin benannt.

## Archivalien
Archivalien von und über Minna Fuhlrott und die von ihr gegründete Unabhängige Bürgerinitiative Linden-Süd finden sich beispielsweise
- als Protokolle des wöchentlichen „Dienstagsforums“ der 1970er Jahre in der Bauverwaltung Hannover.[9]